# Burnt Forest
Burnt Forest es una localidad de Kenia, con estatus de villa, perteneciente al condado de Uasin Gishu.
Tiene 32 649 habitantes según el censo de 2009, la mayoría de los cuales viven en las áreas rurales que rodean al núcleo central. Se sitúa en el sur del condado, sobre la carretera A104.

## Demografía
Los 32 649 habitantes de la villa se reparten así en el censo de 2009:
- Población urbana: 4292 habitantes (2298 hombres y 1994 mujeres)
- Población periurbana: 633 habitantes (313 hombres y 320 mujeres)
- Población rural: 27 724 habitantes (13 753 hombres y 13 971 mujeres)

## Transportes
La villa está atravesada de norte a sur por la carretera A104, que une Uganda con Tanzania pasando por Nairobi. Al norte, la A104 lleva a Eldoret, Webuye y Bungoma. Al sur, lleva a Nakuru, Nairobi, Athi River y Kajiado.